# Tiro ai Giochi della XXVIII Olimpiade - Trap femminile
La gara di trap femminile dei Giochi della XXVIII Olimpiade si svolse il 16 agosto 2004 al Markopoulo Olympic Shooting Centre. Presero parte 17 tiratrici da 16 nazioni.

## Record
Prima dell'inizio dell'evento, i primati mondiali e olimpici più recenti erano i seguenti:
| Record          | Detentrice           | Punteggio | Data              | Evento                             | Luogo             |
| --------------- | -------------------- | --------- | ----------------- | ---------------------------------- | ----------------- |
| Record mondiale | Viktorija Čujko      | 74        | 13 giugno 1998    | Special Shotgun Championships 1998 | Nicosia, Cipro    |
| Record olimpico | Daina Gudzinevičiūtė | 71        | 18 settembre 2000 | Giochi della XXVII Olimpiade       | Sydney, Australia |

| Record          | Detentrice           | Punteggio | Data              | Evento                       | Luogo               |
| --------------- | -------------------- | --------- | ----------------- | ---------------------------- | ------------------- |
| Record mondiale | Elena Tkač           | 97        | 12 maggio 2001    | Coppa del mondo di tiro 2001 | Seul, Corea del Sud |
| Record olimpico | Daina Gudzinevičiūtė | 93        | 18 settembre 2000 | Giochi della XXVII Olimpiade | Sydney, Australia   |

Non fu migliorato od eguagliato alcun primato in questo evento.

## Qualificazioni
| Pos. | Atleta               | Nazione       | 1  | 2  | 3  | Totale | Shoot-off | Note |
| ---- | -------------------- | ------------- | -- | -- | -- | ------ | --------- | ---- |
| 1    | Suzanne Balogh       | Australia     | 23 | 23 | 20 | 66     |           | Q    |
| 2    | María Quintanal      | Spagna        | 24 | 19 | 22 | 65     |           | Q    |
| 3    | Susanne Kiermayer    | Germania      | 20 | 21 | 21 | 62     |           | Q    |
| 4    | Whitly Loper         | Stati Uniti   | 21 | 20 | 21 | 62     |           | Q    |
| 5    | Susan Nattrass       | Canada        | 20 | 22 | 19 | 61     |           | Q    |
| 6    | Lee Bo-na            | Corea del Sud | 18 | 23 | 19 | 60     | 2         | Q    |
| 7    | Emanuela Felici      | San Marino    | 20 | 21 | 19 | 60     | 1         |      |
| 8    | Taeko Takeba         | Giappone      | 20 | 19 | 20 | 59     |           |      |
| 9    | Sarah Gibbins        | Gran Bretagna | 21 | 17 | 20 | 58     |           |      |
| 9    | Pia Hansen           | Svezia        | 19 | 19 | 20 | 58     |           |      |
| 9    | Roberta Pelosi       | Italia        | 20 | 15 | 23 | 58     |           |      |
| 12   | Stéphanie Neau       | Francia       | 17 | 21 | 19 | 57     |           |      |
| 13   | Irina Laričeva       | Russia        | 18 | 18 | 20 | 56     |           |      |
| 14   | Daina Gudzinevičiūtė | Lituania      | 19 | 19 | 17 | 55     |           |      |
| 15   | Viktorija Čuyko      | Ucraina       | 14 | 22 | 18 | 54     |           |      |
| 16   | Cynthia Meyer        | Canada        | 20 | 16 | 16 | 52     |           |      |
| 17   | Gao E                | Cina          | 15 | 15 | 18 | 48     |           |      |

## Finale
| Pos. | Atleta            | Nazione       | Qualificazioni | Finale | Totale |
| ---- | ----------------- | ------------- | -------------- | ------ | ------ |
|      | Suzanne Balogh    | Australia     | 66             | 22     | 88     |
|      | María Quintanal   | Spagna        | 65             | 19     | 84     |
|      | Lee Bo-na         | Corea del Sud | 60             | 23     | 83     |
| 4    | Whitly Loper      | Stati Uniti   | 62             | 20     | 82     |
| 5    | Susanne Kiermayer | Germania      | 62             | 17     | 79     |
| 6    | Susan Nattrass    | Canada        | 61             | 15     | 76     |